# João Teves
João Teves és una vila al centre de l'illa de Santiago a l'arxipèlag de Cap Verd. Està situada a 19 kilòmetres al nord-est de Praia i és la seu del municipi de São Lourenço dos Órgãos.